# Duna di Parnidis
La duna o collina di Parnidis (in lituano Parnidžio Kopa; in tedesco Parnidis-Düne o Parniddener Düne), situata presso la penisola di Neringa e nello specifico a poca distanza da Nida, in Lituania è una delle più alte dune costiere d'Europa.

## Denominazione

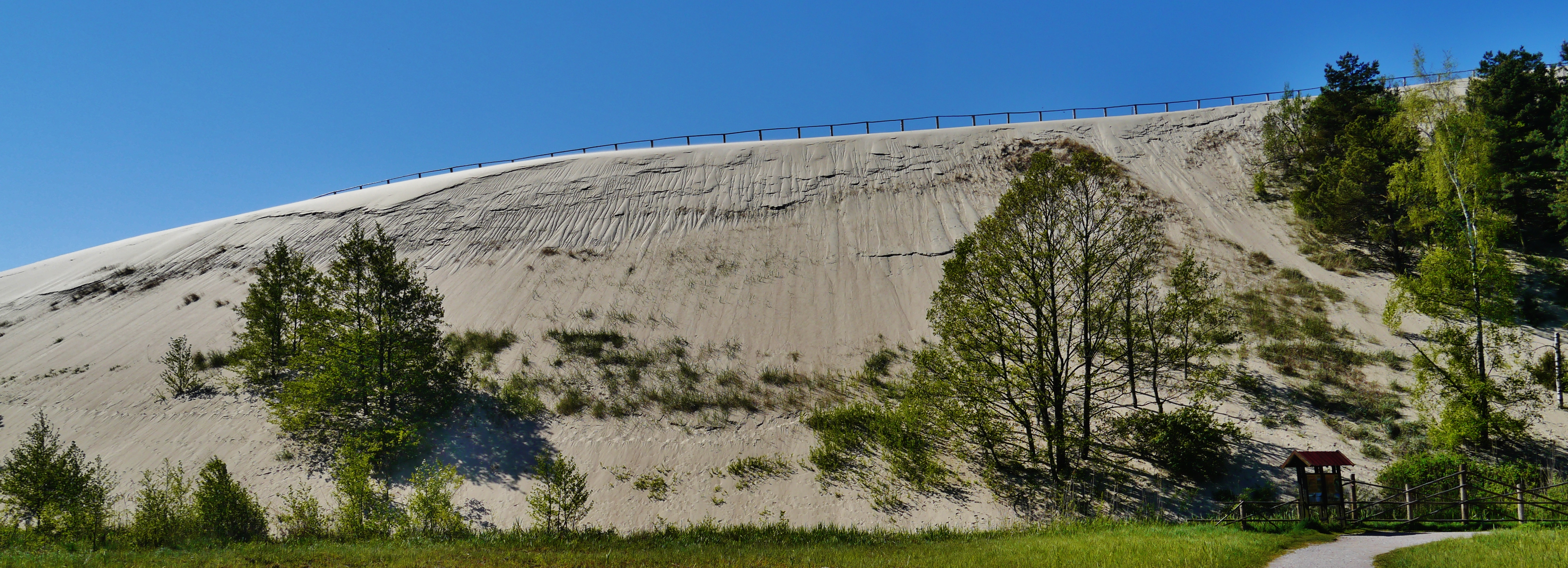
Duna di Parnidis

Le due versioni con cui viene definita la duna sono quella lituana e quella tedesca, rispettivamente le due potenze che più di ogni altra hanno posseduto il sito a livello politico. Secondo la popolazione locale, il nome Parnidis deriverebbe dal lituano "perėjusi per Nidą", ovvero letteralmente "che attraversa Nida", per via del fatto che la sabbia spesso giunge nel centro abitato spinta dalle correnti eoliche. A causa dell'impatto del vento sulle dune, il villaggio di Nida dovette essere infatti abbandonato più volte nel corso dei secoli e ricostruito in una nuova posizione. Il "Sahara lituano" si estende anche oltre il filo spinato della frontiera con l'Oblast' di Kaliningrad ed è un luogo in cui la vegetazione è scarna.

## Geografia

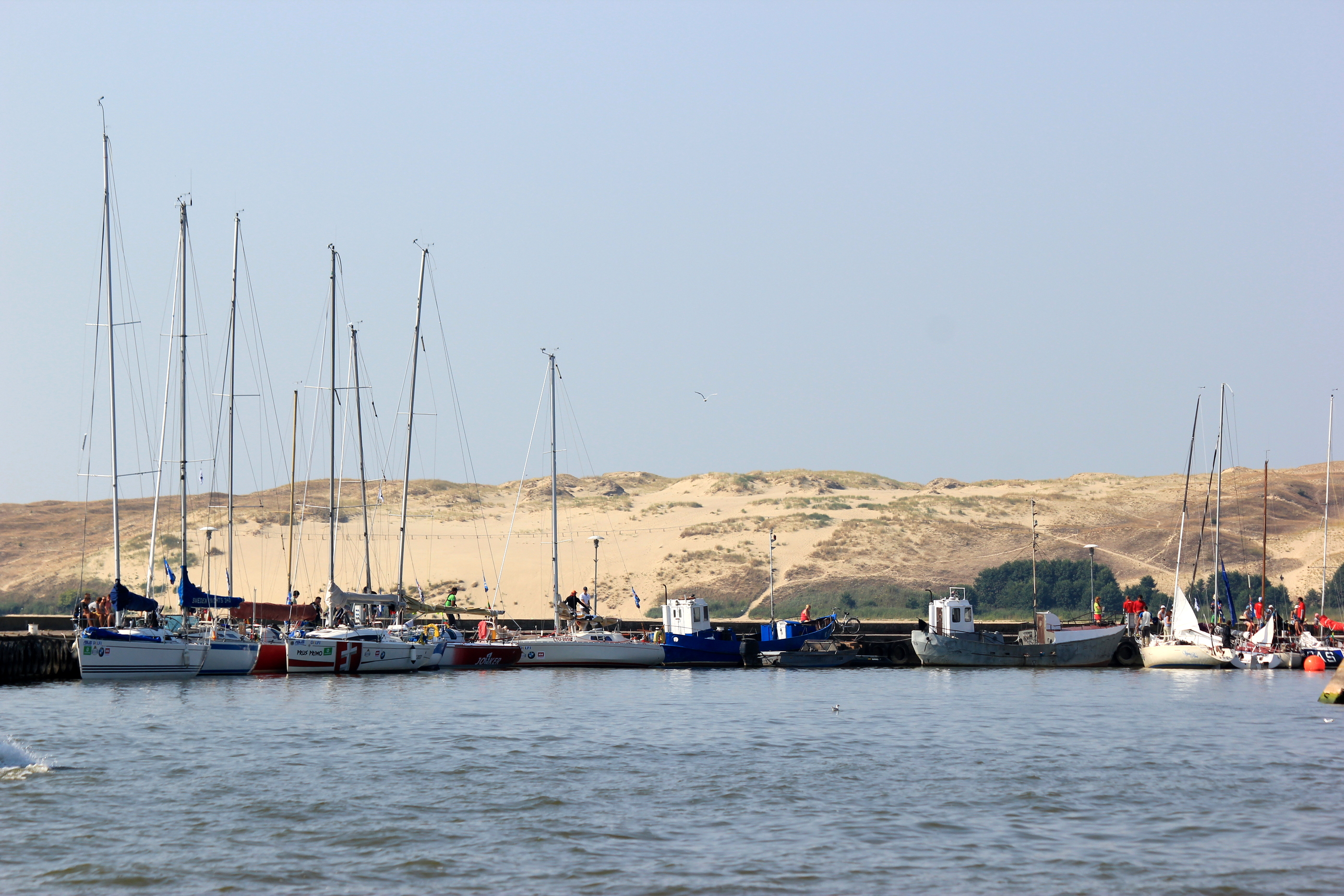
Duna di Parnidis con il porto di Nida in primo piano

La duna di Parnidis si trova a ridosso della penisola di Neringa, a circa 1 km a sud-ovest della città di Nida (Lituania) e a circa 1,5 km a nord del confine con la Russia. Le sue pendici orientali giacciono direttamente nella laguna dei Curi. Oggi la duna si erge per circa 52 metri sul livello del mare, sebbene secondo alcune fonti sarebbe alta più di 60; secondo i dati SRTM, invece, si ferma a 44 metri sul livello del mare. Si tratta ad ogni modo di una delle dune costiere più elevate d'Europa, essendo seconda solo alla duna di Pilat in Francia. La duna di Parnidis ha perso circa 15 metri di altezza tra il 1984 e il 2004 a causa del progresso dell'erosione e dell'impatto antropico (arrampicata non autorizzata sui pendii ripidi). Le varie misure effettuate testimoniano che l'altura continua a diminuire di elevazione ogni anno.

## Turismo
La duna di Parnidis è una popolare destinazione turistica situata nel Parco nazionale dell'istmo di Curlandia in Lituania. Sulla cima, è stata costruita una piattaforma panoramica dalla quale è possibile scorgere sia il mar Baltico che la laguna dei Curi. Nel 1995 è stata costruita una meridiana con una colonna in pietra alta 13,8 m. Numerosi risultano anche i sentieri che salgono sulla duna, incluso uno stretto vialetto che termina in un piccolo parcheggio a circa 250 m dal punto più alto. È vietato abbandonare i sentieri segnalati e salire sui pendii della duna: sono previste delle sanzioni per i trasgressori volte ad evitare l'accelerazione dell'erosione causata dall'uomo. Stando ai rilevamenti tecnici, ogni visitatore che si sposta sui pendii lontano dai sentieri autorizzati rischia di mettere in movimento diverse tonnellate di sabbia.
Il luogo attira anche visitatori che si recano nelle ore notturne utilizzando la duna come luogo da cui ammirare la volta celeste.

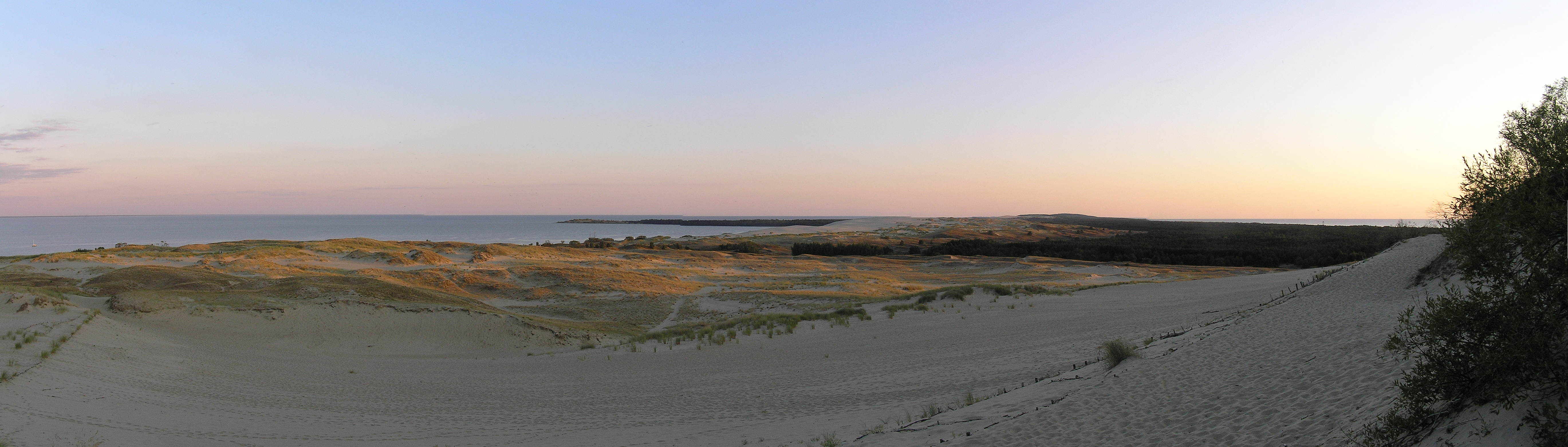
Panorama visto dalla sommità